# Bronlibellen (familie)
De bronlibellen (Cordulegastridae) vormen een familie van echte libellen. Het zijn grote, zwart met gele libellen, die voorkomen bij kleine beekjes. In Nederland komt slecht één soort voor: de gewone bronlibel (Cordulegaster boltonii). Dit is de grootste libel van Nederland.

## Veldkenmerken
Bronlibellen hebben een geel-zwart getekend lichaam en heldergroene ogen, die elkaar alleen maar op een plek in het midden van de kop raken. Mannetjes hebben auriculae aan het tweede achterlijfssegment, en de achterrand van de achtervleugel loopt in een scherpe hoek terug naar een verbrede vleugelbasis. Vrouwtjes hebben aan het uiteinde van het achterlijf een stiletvormige legboor, die voorbij de achterlijfspunt uitsteekt.

## Gedrag en voortplanting
Mannelijke bronlibellen worden vaak patrouillerend boven beekjes waargenomen. Ze vliegen daarbij in een rustig tempo laag boven het water heen en weer. Daarbij bestrijken ze vaak een traject van meerdere tientallen meters, waardoor een bronlibel maar af en toe voorbij komt en daarna weer uit het zicht verdwijnt. Vrouwtjes vertonen bij de ei-afzet een zeer specifiek gedrag: met het lichaam in verticale houding vliegen ze ritmisch op en neer, en prikken zo de eitjes met hun lange legschede in het bodemsubstraat van de beek. Jagende bronlibellen zijn soms te zien langs bosranden, waar ze in snelle vlucht allerlei insecten buitmaken.

## Verspreiding en leefgebied
Bronlibellen zijn echte beekspecialisten. De enige Nederlandse soort (de gewone bronlibel) is gebonden aan natuurlijke, schone en zuurstofrijke bosbeken, meestal in de bovenloop van een beeksysteem.

## Geslachten
- Anotogaster Selys, 1854
- Cordulegaster Leach, 1815 – Bronlibellen
- Neallogaster Cowley, 1934

### Soorten in Nederland en België
In Nederland en België komen 2 soorten voor:
- Geslacht Cordulegaster (bronlibellen)
  - Zuidelijke bronlibel (Cordulegaster bidentata) – zeldzaam in België
  - Gewone bronlibel (Cordulegaster boltonii) – zeldzaam in Nederland, meer voorkomend in de Belgische Ardennen

## Foto's

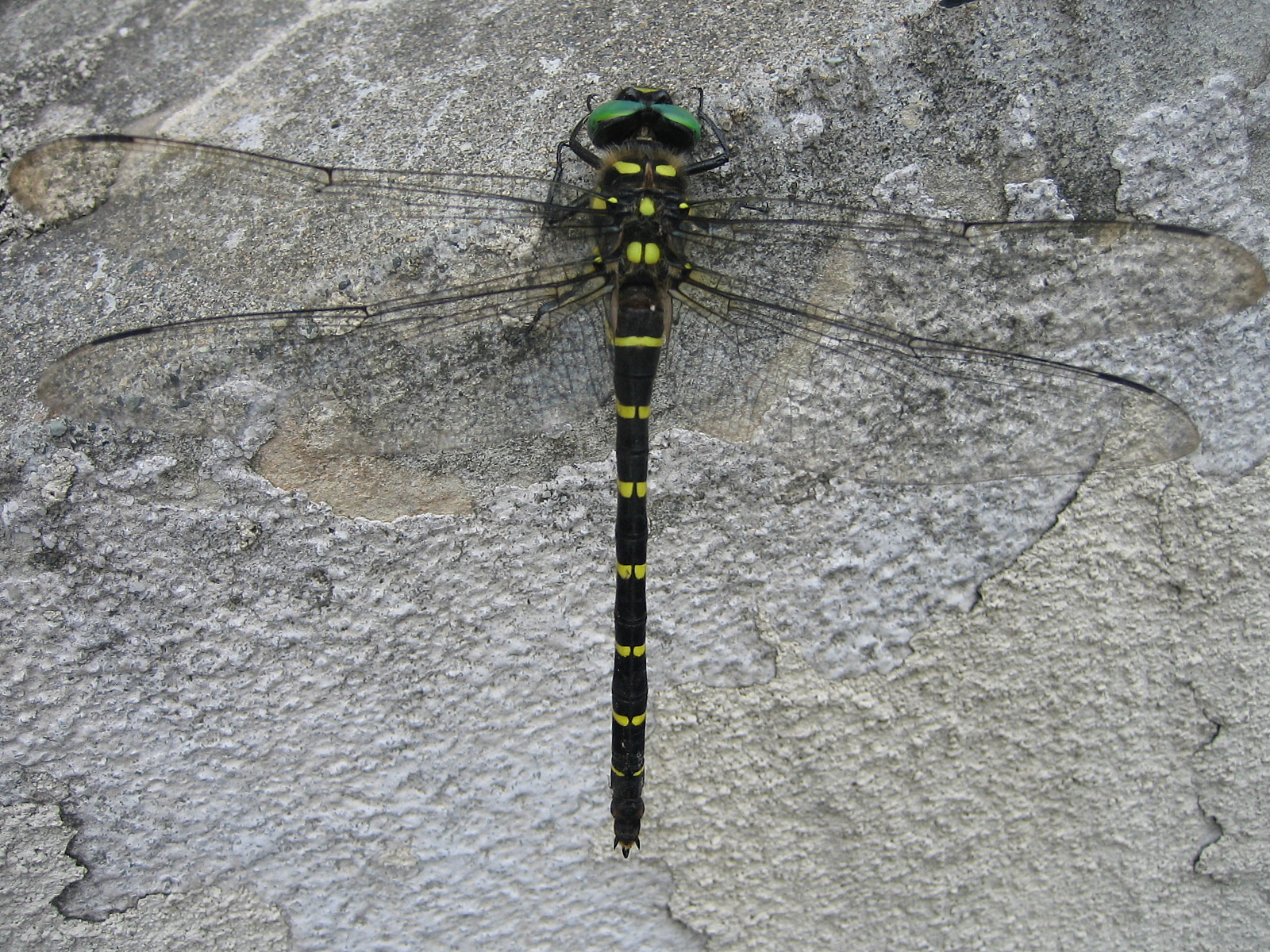
Anotogaster sieboldii
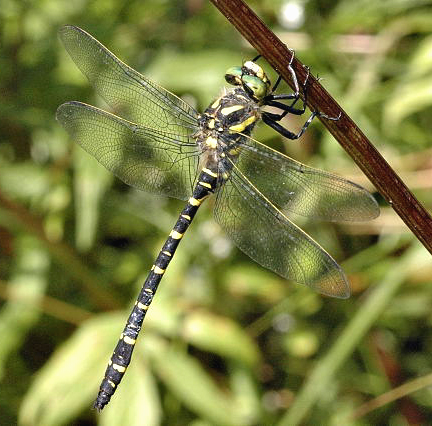
Cordulegaster boltonii